# Anemia affinis
Anemia affinis är en ormbunkeart som beskrevs av Bak. Anemia affinis ingår i släktet Anemia och familjen Anemiaceae. Inga underarter finns listade.